# Wilde Veenen
De Wilde Veenen of De Honderd Morgen is een droogmakerij van 592 hectare gelegen in het midden van de Nederlandse provincie Zuid-Holland, aan het noordelijkste deel van het riviertje de Rotte. De Wilde Veenen viel onder het rechtsgebied van het baljuwschap Schieland.
De Wilde Veenen wordt in 16e-eeuwse documenten beschreven als een afgelegen moerassig gebied. Het gebied was niet geschikt voor weide of hooiland, maar wel voor het delven van turf. Waar de turf was afgegraven of weggebaggerd bleef een veenplas achter. Daar was alleen voor visser of rietsnijder een bestaan mogelijk. Door afslag van de oevers van de plas dreigde steeds vaker overstroming van het naastgelegen land. Rond 1640 vatte jonker Warnard van der Wel het plan op tot droogmaking van de plas. In 1647 werd begonnen met de voorbereidingen. Onder ambachtsheer Daniël van Hogendorp werd de droogmakerij vanaf 1651 voortgezet en in 1655 kon het laatste deel worden verkaveld. In 1673, 1682 en 1715 kwam de polder onder water te staan en moest hij opnieuw worden drooggemalen. Na de droogmaking ontwikkelden de Wilde Veenen zich tot landbouwgebied, er werden verschillende boerderijen gebouwd. Het in de Wilde Veenen gelegen Moerkapelle groeide uit tot een bescheiden dorp.

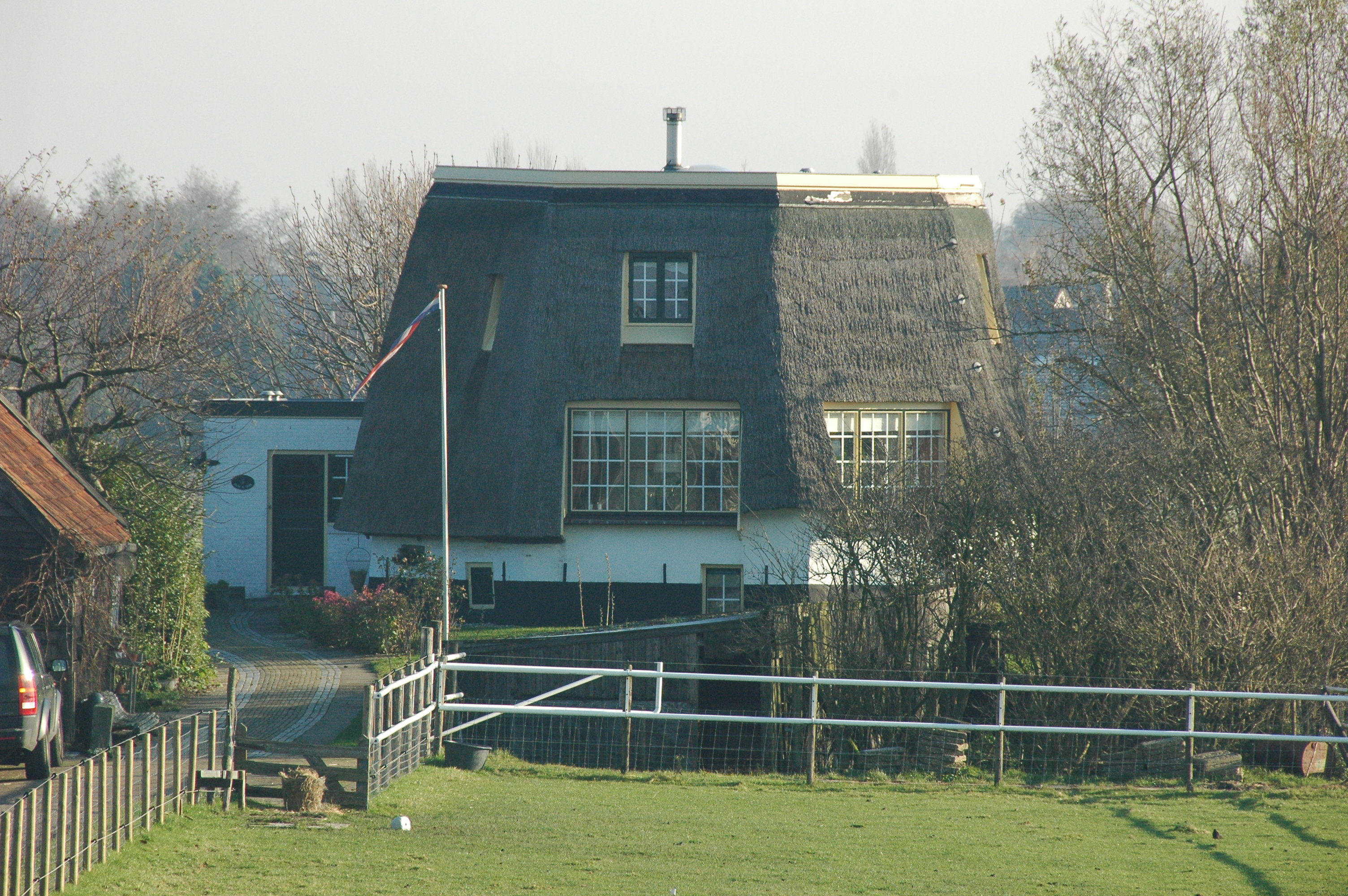
Molen nummer 1
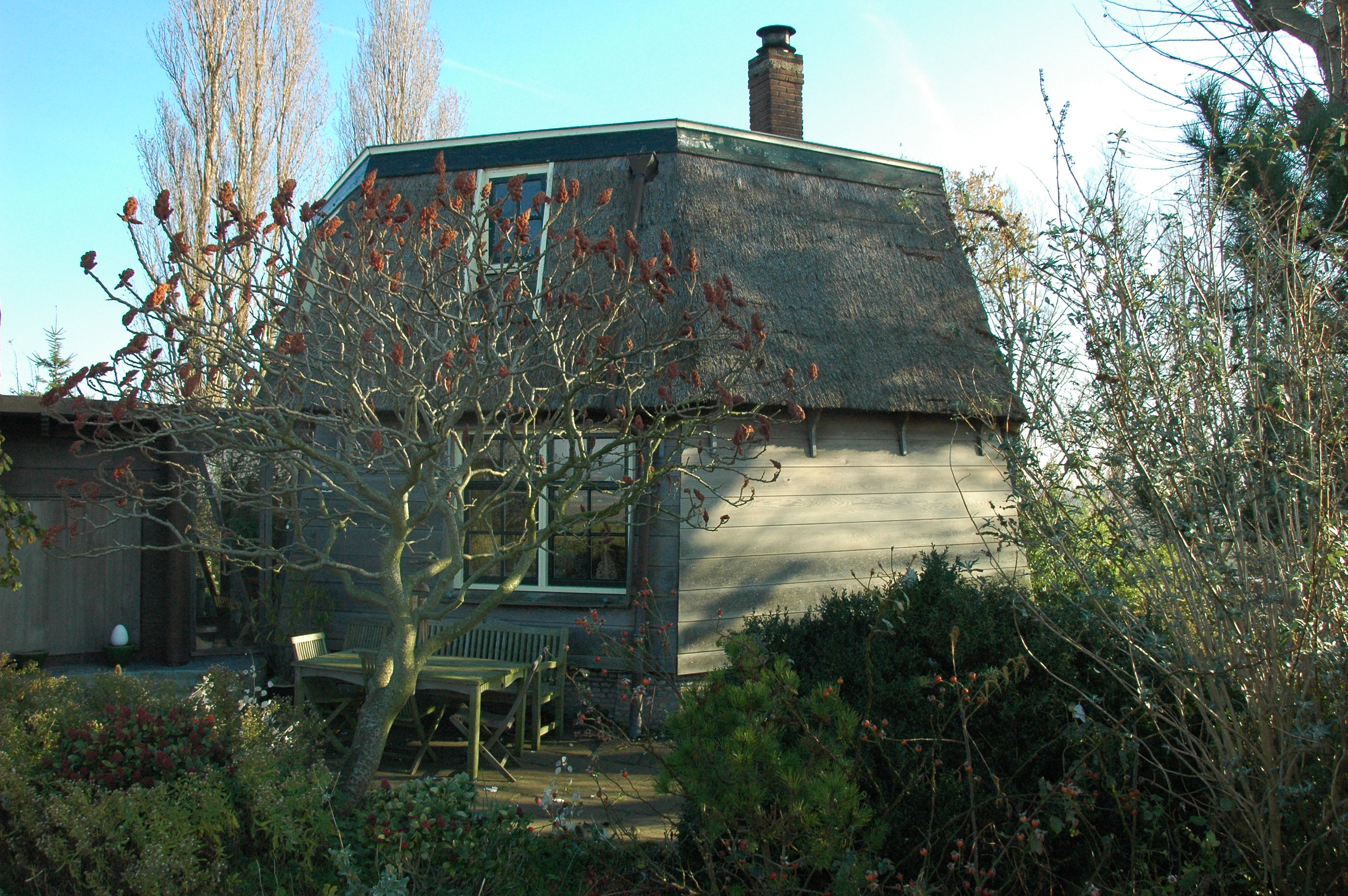
Molen nummer 2
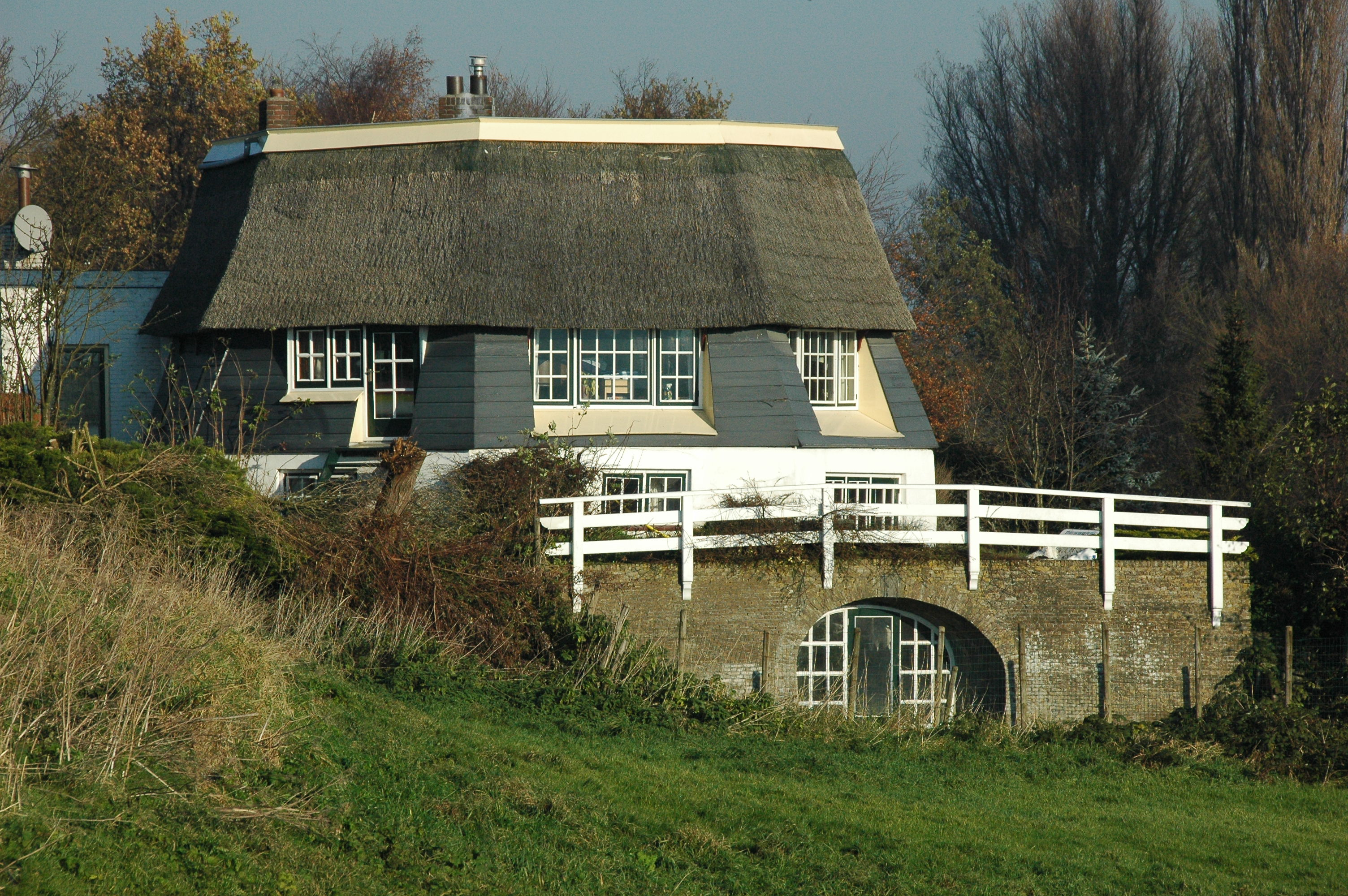
Molen nummer 3
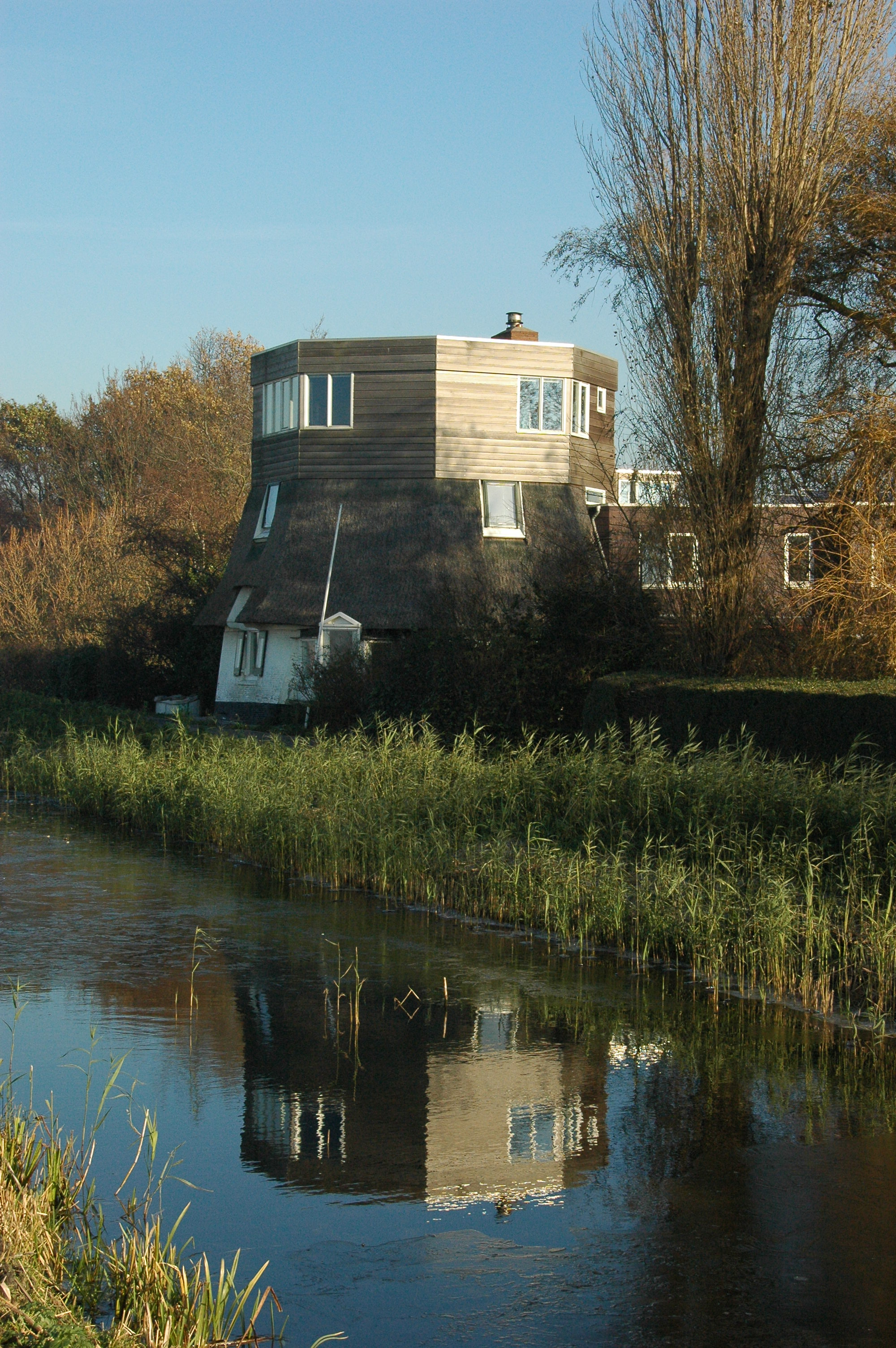
Molen nummer 4
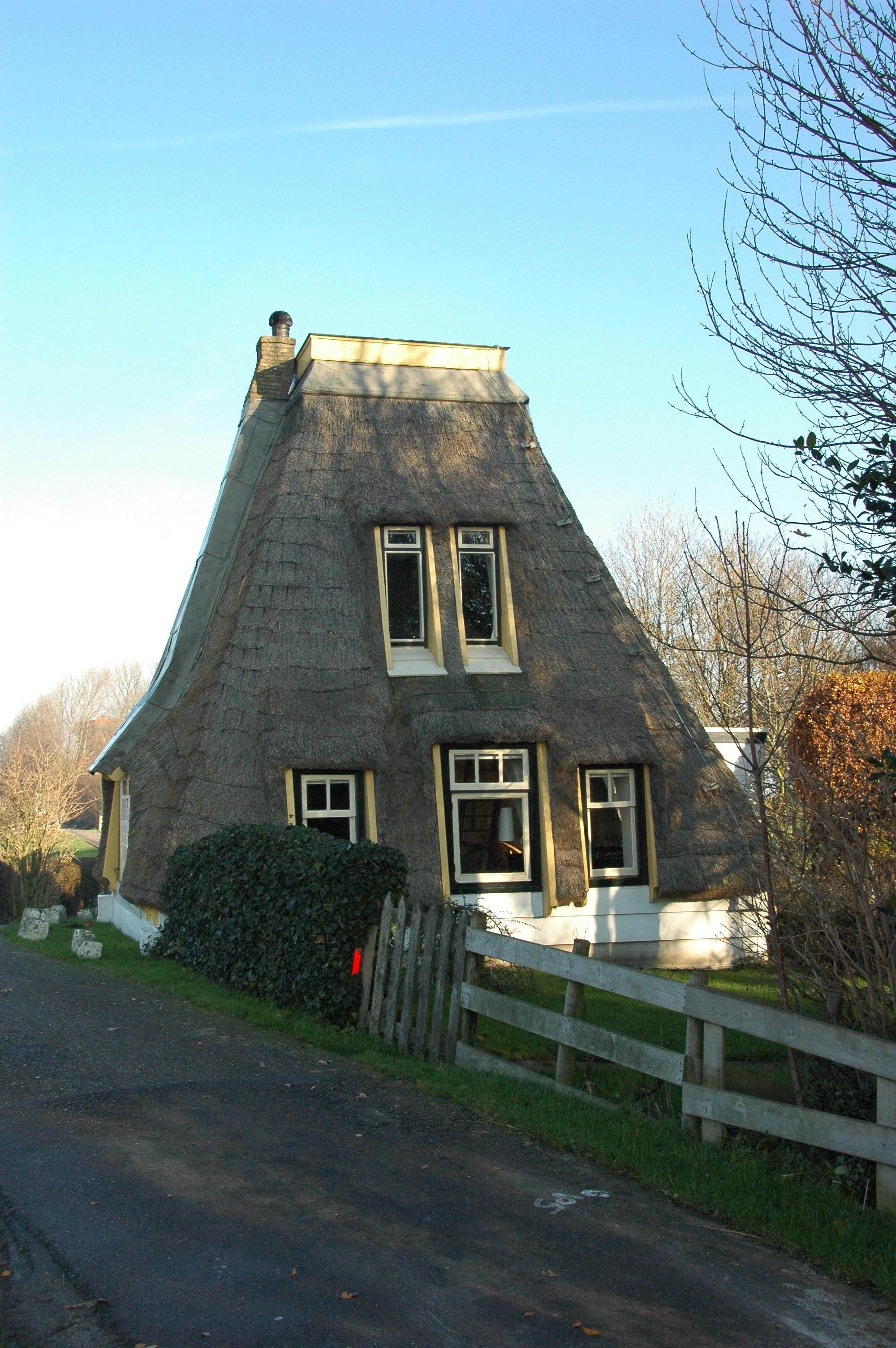
Molen nummer 5 (De Oorsprong)
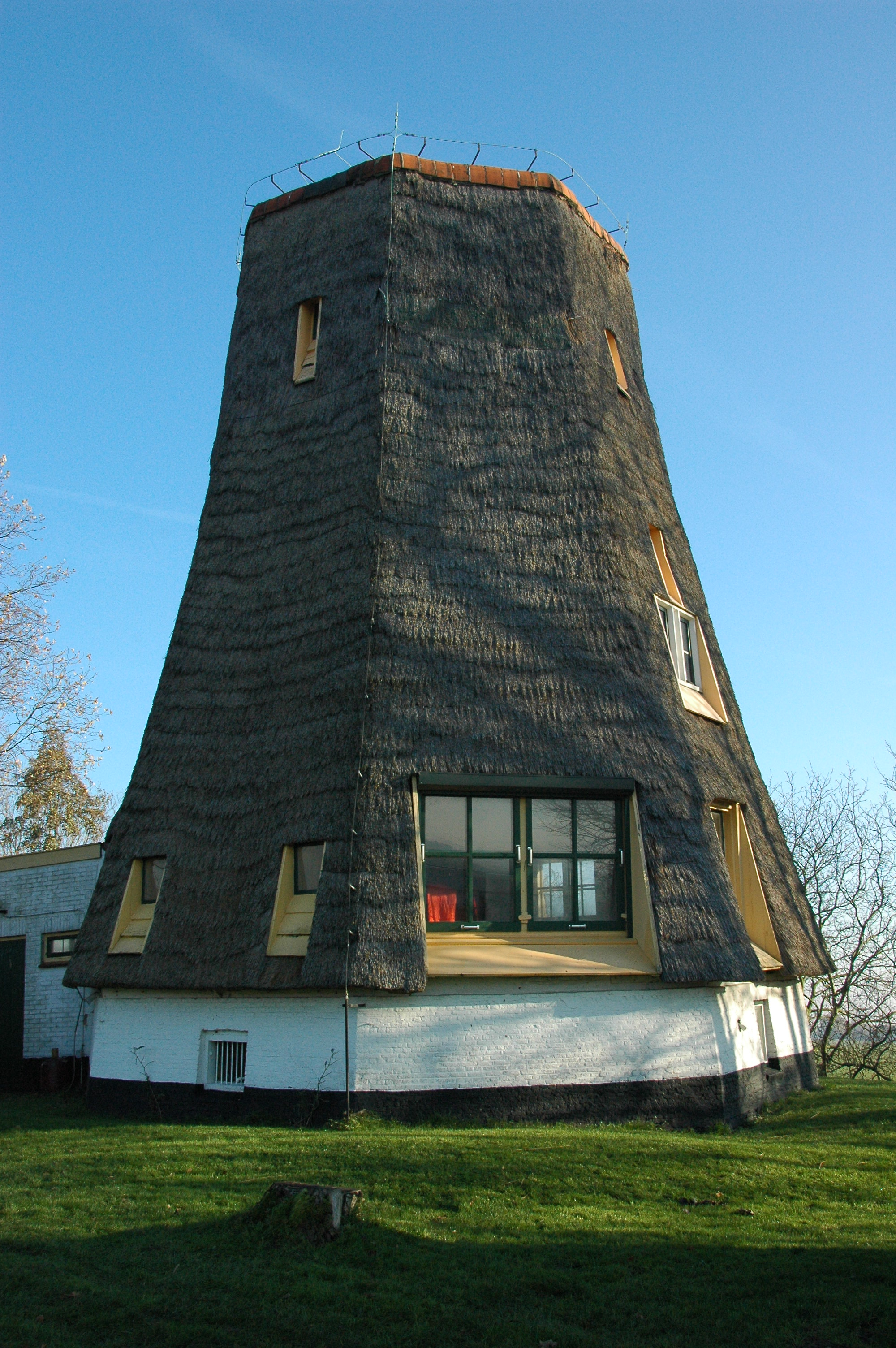
Molen nummer 6
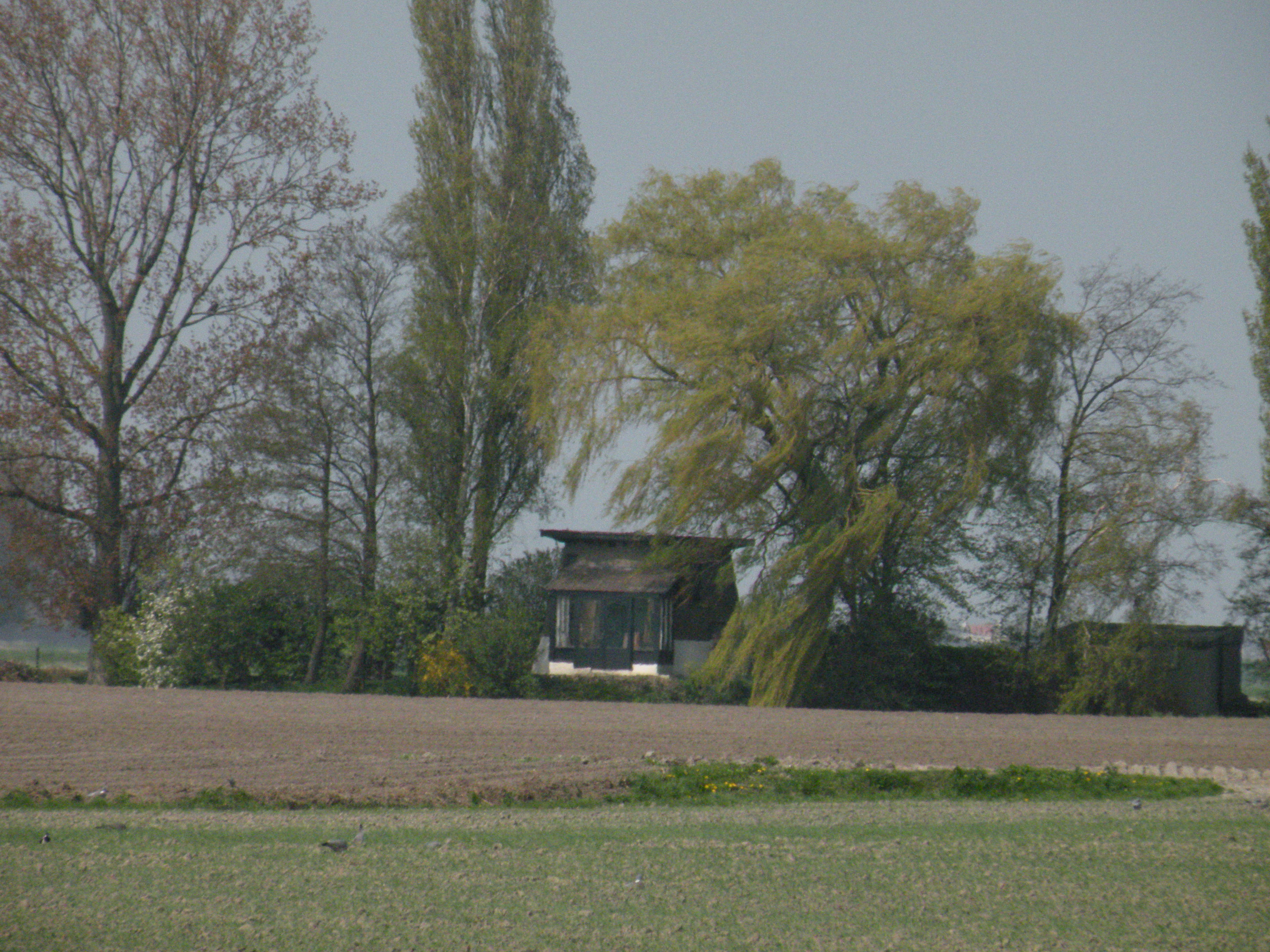
Molen nummer 7
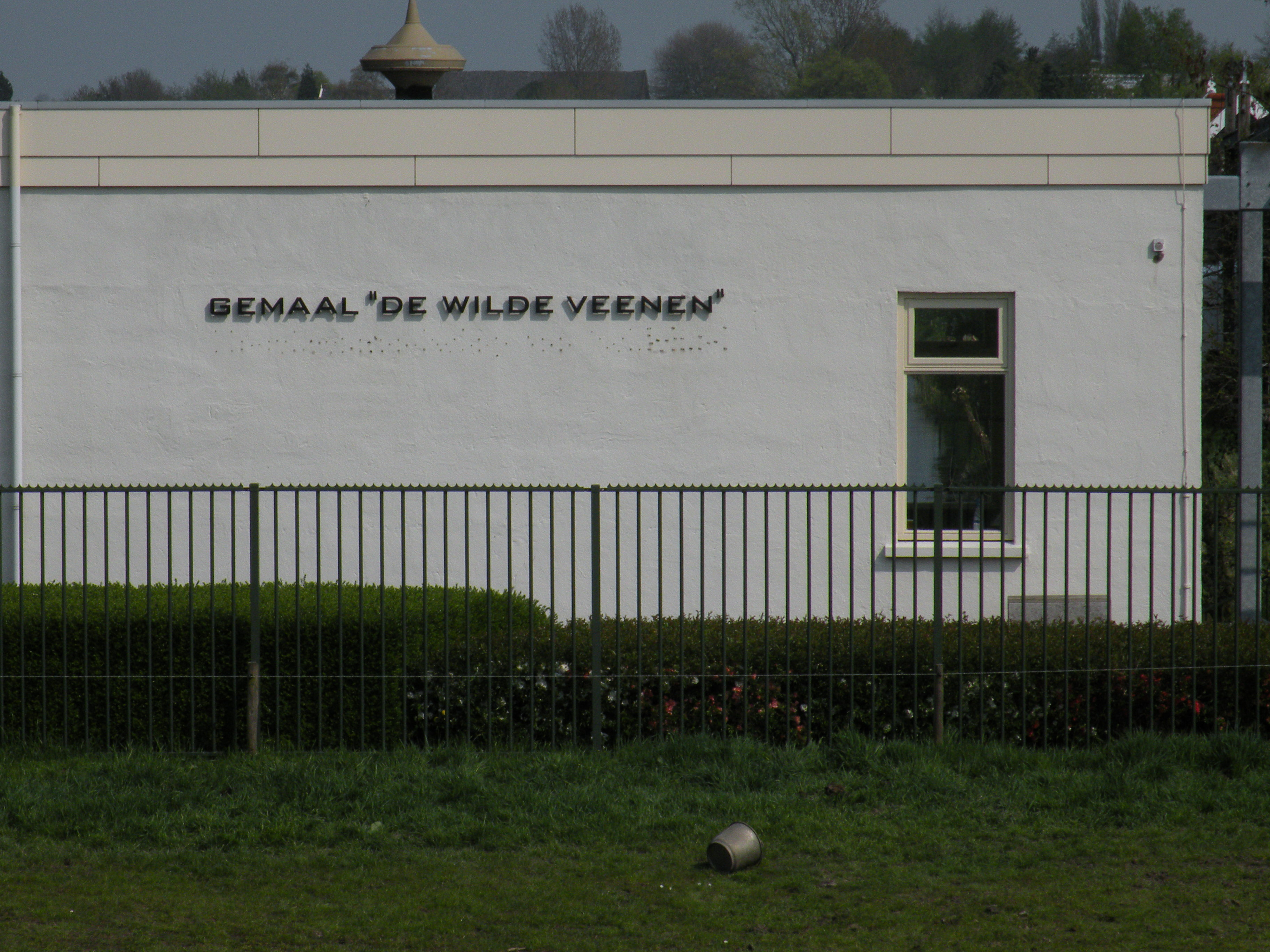
Gemaal "De Wilde Veenen"